# یوری میناسیان
یوری سورنی میناسیان (ارمنی: Յուրի Սուրենի Մինասյան؛  ۱۲ اکتبر ۱۹۴۲ – ۲ ژوئن ۲۰۲۴) یک مجسمه‌ساز اهل ارمنستان است. وی بین سال‌های - تا - میلادی فعالیت می‌کرد.

## زندگی‌نامه
وی در ۱۲ اکتبر ۱۹۴۲ در تفلیس به دنیا آمد و از کالج دولتی هنرهای زیبای پانوس ترلمزیان (۱۹۶۳) و انستیتو دولتی هنری و نمایشی ایروان (۱۹۶۹) فارغ‌التحصیل شد. وی در کالج دولتی هنرهای زیبای پانوس ترلمزیان فعالیت می‌کرد. وی همچنین برندهٔ جوایزی همچون چهره هنری شایسته جمهوری ارمنستان شده است. وی در ۲ ژوئن ۲۰۲۴ در سن ۸۱ سالگی درگذشت.

## نگارخانه

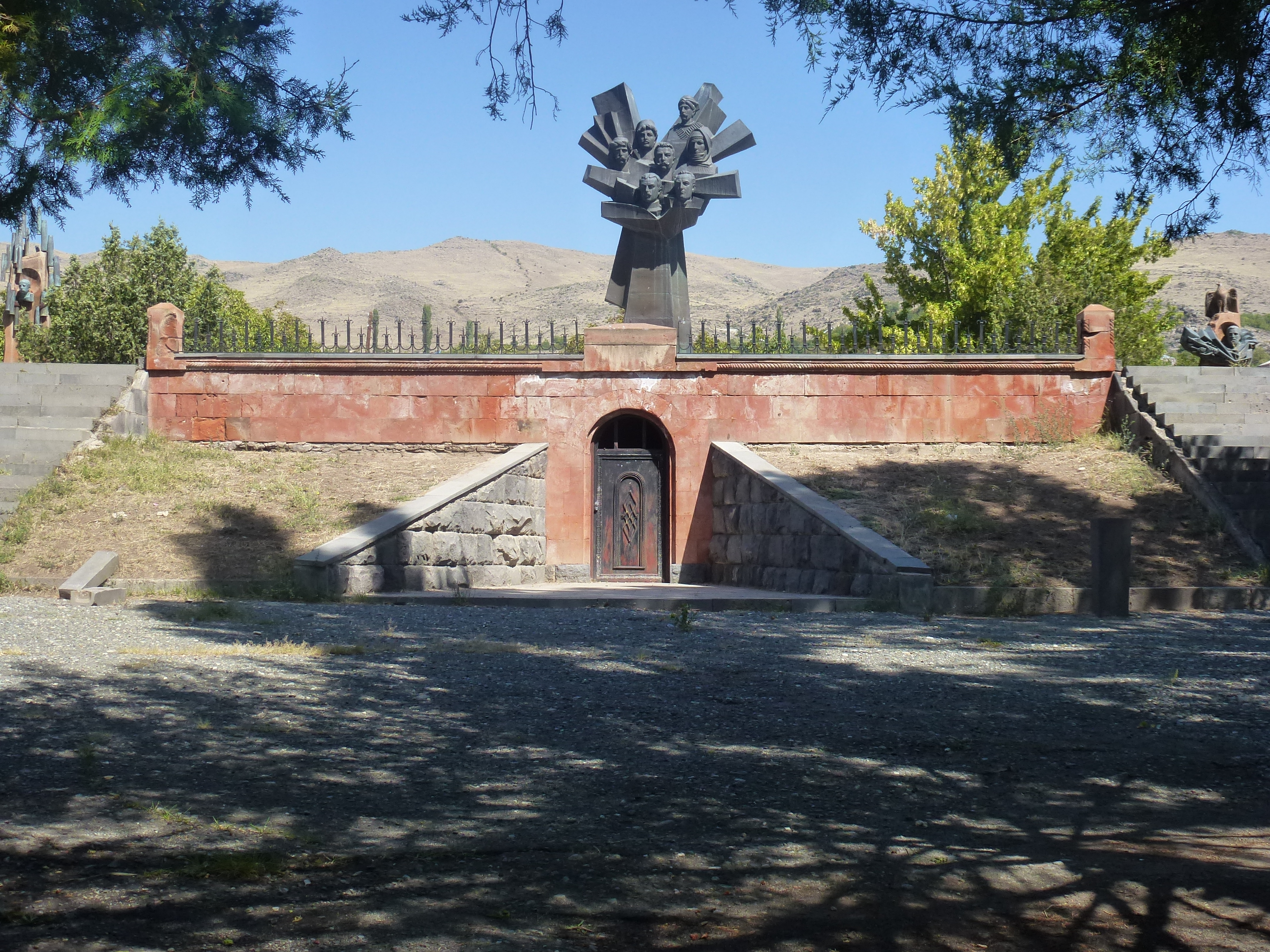
Հայ հայդուկների հուշարձան (Ուջան)
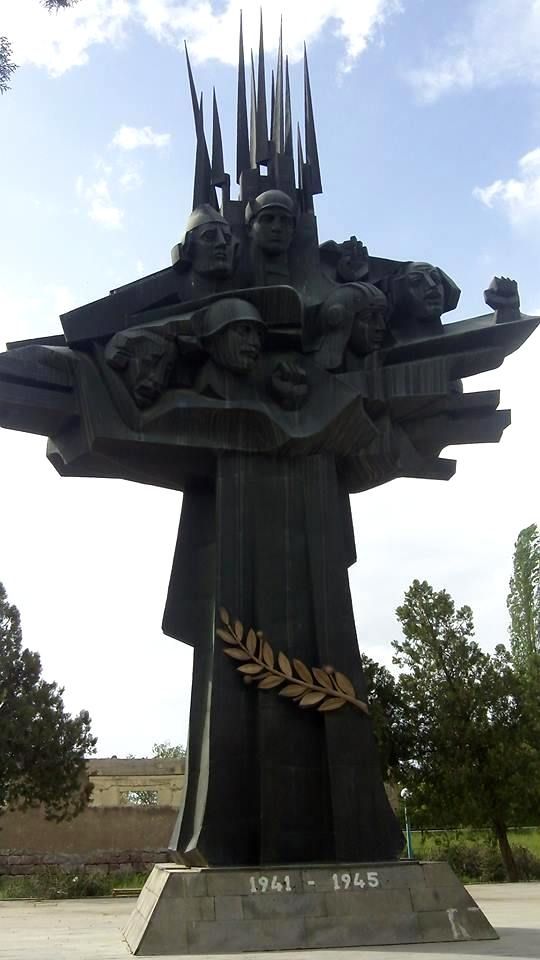
Հուշարձան Երկրորդ աշխարհամարտում զոհվածների, Դողս